# Narciso Yepes
Narciso García Yepes (ur. 14 listopada 1927 w Lorce, zm. 3 maja 1997 w Murcji) – hiszpański wirtuoz gitary klasycznej, specjalizujący się w grze na gitarze dziesięciostrunowej, a także kompozytor.

## Życiorys
Yepes urodził się w niezamożnej rodzinie w Lorce, w regionie Murcja. Kiedy miał cztery lata, dostał od ojca pierwszą gitarę. Gry uczył się początkowo u Jesusa Guevary w Lorce. W 1936, kiedy zaczęła się hiszpańska wojna domowa, wraz z rodziną przeprowadzili się do Walencji.
W wieku lat 13 rozpoczął naukę w Conservatorio de Valencia u pianisty i kompozytora Vicente Asencia. Pobierał też lekcje harmonii, kompozycji i wykonawstwa.
16 grudnia 1947 zadebiutował w Madrycie wykonaniem utworu Joaquina Rodriga Concierto de Aranjuez wraz z Ataúlfo Argentą, dyrygującym Hiszpańską Orkiestrą Narodową. Występ spotkał się z uznaniem publiczności i pochlebnymi opiniami krytyków; w rezultacie przyniósł Yepesowi ogromny sukces i sławę. Wkrótce potem gitarzysta odbył tournée koncertowe po takich państwach jak Argentyna, Szwajcaria, Włochy, Niemcy i Francja. W tym okresie był najbardziej znany z wykonania Concierto de Aranjuez. Jako pierwszy nagrał ten utwór komercyjnie w 1955.
W 1950, po występie w Paryżu, przez rok studiował interpretację pod kierunkiem skrzypka George Enescu i pianisty Waltera Giesekinga. Jednocześnie nieformalnie dokształcał się u Nadii Boulanger. Następnie spędził dłuższy czas we Włoszech, gdzie spotykał się z wieloma artystami.
W 1952 zaaranżował muzykę do filmu Jeux interdits (Zakazane zabawy) w reżyserii René Clémenta. Był też wykonawcą tej muzyki. W późniejszym okresie skomponował muzykę do filmów: La Fille aux Yeux d’Or (1961) i La viuda del capitán Estrada (1991). W filmowej wersji baletu Manuela de Falli El amor brujo (Czarodziejska miłość)  z 1967 wyreżyserowanej przez Francisca Rovira Beleta wystąpił jako muzyk.
W 1958 ożenił się z Marysią Szumlakowską, młodą polską studentką filozofii. Urodziło im się dwóch synów: Juan de la Cruz (zmarł) i Ignacio Yepes, w przyszłości dyrygent i flecista, oraz córka Ana, tancerka i choreograf Ana Yepes.
W 1964 zagrał Concierto de Aranjuez z Berlińską Orkiestrą Filharmoniczną, grając na gitarze dziesięciostrunowej, którą wynalazł we współpracy ze sławnym wytwórcą gitar José Ramírezem III. Podstawą do skonstruowania tej gitary były zapomniane pomysły z XIX wieku.

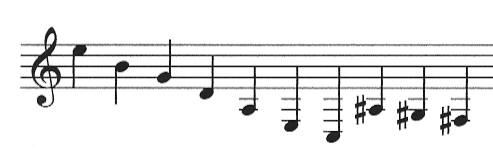
Strojenie dziesięciostrunowej gitary Narciso Yepesa

Tak wykonany instrument umożliwiał granie w oryginalnym zapisie utworów z okresu barokowej lutni bez transpozycji zapisu partii basu i bez dokonywania niezbędnych uproszczeń koniecznych w przypadku gitary sześciostrunowej. Taki instrument pozwolił też na
wykonywanie transkrypcji muzyki klawesynowej.
Jednak głównym powodem skonstruowania instrumentu z dodatkowymi strunami była chęć uzyskania efektu rezonansu strun strojonych do C, A#, G#, F#. W efekcie powstała pierwsza gitara z pełnym chromatycznym rezonansem. W czasie gry brzmienie strun tej gitary jest wzbogacone o współwibrujące struny basowe, wpadające samoczynnie w rezonans ze struną wzbudzoną przez muzyka. Można to przyrównać do użycia prawego pedału podczas gry na fortepianie, które umożliwia m.in. wibrację sąsiednich strun – nie od uderzenia młoteczka, ale przez przeniesienie drgań.

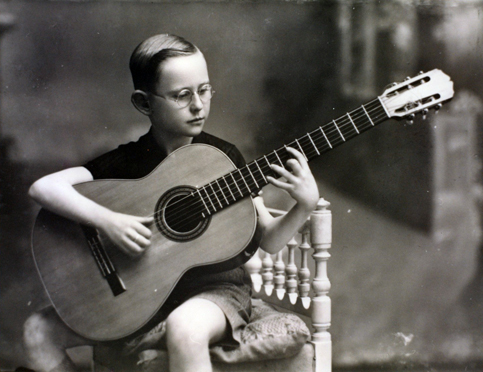
Narciso Yepes (1939)

Po roku 1964 gitara dziesięciostrunowa stała się jedynym instrumentem Yepesa na jego tournée i koncertach na całym świecie – występował ze światowej sławy orkiestrami; dawał około 130 koncertów rocznie.
Był nie tylko znakomitym muzykiem, ale i naukowcem. Poszukiwał i badał rękopisy muzyczne z XVI i XVII wieku, dzięki czemu ponownie odkrył liczne zapomniane już dzieła, głównie z epoki baroku, pisane na gitarę i lutnię. Był też pierwszym muzykiem, który nagrał wszystkie kompozycje Jana Sebastiana Bacha na instrumencie, na który były pierwotnie napisane, czyli 14-chórowej barokowej lutni. Dodatkowo, dzięki cierpliwym i intensywnym studiom nad tym instrumentem, rozwinął rewolucyjną technikę gry, która pozwalała wydobyć nieznane poprzednio możliwości tego instrumentu.
Za swoją działalność był wielokrotnie honorowany, w tym złotym medalem za wybitne osiągnięcia w sztuce przez króla Juana Carlosa I, członkostwem Akademii Alfonsa X Mądrego i honorowym doktoratem Uniwersytetu Murcji. W 1986 przyznano mu narodową nagrodę muzyczną Hiszpanii oraz jednomyślnie wybrano do Królewskiej Akademii Sztuk Pięknych św. Ferdynanda.
W latach 80. założył zespół Trio Yepes wraz z synem Ignacio Yepesem, grającym na flecie i flecie prostym, oraz córką Aną, tańczącą do własnej choreografii.
Od 1993 ograniczył publiczne występy z powodu postępującej choroby. Ostatni koncert dał w marcu 1996 w hiszpańskim mieście Santander.
Zmarł w Murcji w 1997 po długotrwałej walce z chłoniakiem. Miał 69 lat.

## Dyskografia (Niepełna lista)
- Nagrania dla Deutsche Grammophon
- „La Fille aux Yeux d’Or” (pierwotnie filmowy soundtrack) (Fontana, 460.805)
- „Narciso Yepes: Bacarisse/Torroba” (Concertos) (London, CCL 6001)
- „Jeux Interdits” (Original film soundtrack) (London, Kl 320)
- „Narciso Yepes: Recital” (London, CCL 6002)
- „Falla/Rodrigo” (Concierto de Aranjuez) (London, CS 6046)
- „Spanish Classical Guitar Music” (London, KL 303)
- „Vivaldi/Bach/Palau” (Conciertos & Chaconne)(London, CS 6201)
- „Guitar Recital: Vol. 2” (London, KL 304)
- „Rodrigo/Ohana” (Concertos) (London, CS 6356)
- „Guitar Recital: Vol. 3” (London, KL 305)
- „The World of the Spanish Guitar Vol. 2” (London, STS 15306)
- „Simplemente” (re-release of early recordings) (MusicBrokers, MBB 5191)
- „Recital Amerique Latine & Espagne” (Forlane, UCD 10907)
- „Les Grands d’Espagne, Vol. 4” (Forlane, UM 3903)
- „Les Grands d’Espagne, Vol. 5” (Forlane, UM 3907)
- „Fernando Sor – 24 Etudes” (Deutsche Grammophon, 139 364)
- „Spanische Gitarrenmusik aus fünf Jahrhunderten, Vol. 1” (Deutsche Grammophon, 139 365)
- „Spanische Gitarrenmusik aus fünf Jahrhunderten, Vol. 2” (Deutsche Grammophon, 139 366)
- „Joaquín Rodrigo: Concierto de Aranjuez, Fantasía para un Gentilhombre” (Deutsche Grammophon, 139 440)
- „Rendezvous mit Narciso Yepes” (Deutsche Grammophon, 2538 106)
- „Luigi Boccerini: Gitarren-Quintette” (Deutsche Grammophon, 2530 069 & 429 512-2)
- „J.S. Bach – S.L. Weiss” (Deutsche Grammophon, 2530 096)
- „Heitor Villa-Lobos” (Deutsche Grammophon, 2530 140 & 423 700-2)
- „Música Española” (Deutsche Grammophon, 2530 159)
- „Antonio Vivaldi” (Concertos) (Deutsche Grammophon, 2530 211 & 429 528-2)
- „Música Catalana” (Deutsche Grammophon, 2530 273)
- „Guitarra Romantica” (Deutsche Grammophon, 2530 871)
- „Johann Sebastian Bach: Werke für Laute” (Works for Lute – Complete Recording on Period Instruments) (Deutsche Grammophon, 2708 030)
- „Francisco Tárrega” (Deutsche Grammophon, 410 655-2)
- „Joaquín Rodrigo” (Guitar Solos) (Deutsche Grammophon, 419 620-2)
- „Romance d’Amour” (Deutsche Grammophon, 423 699-2)
- „Canciones españolas I” (Deutsche Grammophon, 435 849-2)
- „Canciones españolas II” (Deutsche Grammophon, 435 850-2)
- „Rodrigo/Bacarisse” (Concertos) (Deutsche Grammophon, 439 5262)
- „Johann Sebastian Bach: Werke für Laute” (Works for Lute – Recording on Ten-String Guitar) (Deutsche Grammophon, 445 714-2 & 445 715-2)
- „Rodrigo/Halffter/Castelnuovo-Tedesco” (Concertos) (Deutsche Grammophon, 449 098-2)
- „Domenico Scarlatti: Sonatas” (Deutsche Grammophon, 457 325-2 & 413 783-2)
- „Guitar Recital” (Deutsche Grammophon, 459 565-2)
- „Asturias: Art of the Guitar” (Deutsche Grammophon, 459 613-2)
- „Narciso Yepes” (Collectors Edition box set) (Deutsche Grammophon, 474 667-2 to 474 671-2)
- „20th Century Guitar Works” (Deutsche Grammophon)
- „Guitar Music of Five Centuries” (Deutsche Grammophon)
- „G.P. Telemann” (Duos with Godelieve Monden) (Deutsche Grammophon)
- „Guitar Duos” (with Godelieve Monden) (BMG)
- „Leonardo Balada: Symphonies” (‘Persistencies’) (Albany, TROY474)